# Miroslav Formánek
Miroslav Formánek (* 25. Dezember 1984) ist ein ehemaliger slowakischer Skispringer.

## Werdegang
Sein internationales Debüt gab Formánek in der Saison 2000/01 im Skisprung-Continental-Cup. In seiner ersten Saison erreichte er insgesamt 54 Punkte und damit Rang 127 der Gesamtwertung. Bei der Nordischen Skiweltmeisterschaft 2001 in Lahti startete Formánek von der Normalschanze und erreichte dabei den 26. Platz.
In der Saison 2001/02 konnte er nicht an die Leistung der Vorsaison anknüpfen. Bei den Nordischen Junioren-Skiweltmeisterschaften 2002 in Schonach im Schwarzwald landete er von der Normalschanze auf Rang 32. In der Saison 2002/03 startete er nur bei den Springen in den Vereinigten Staaten im Februar und März 2003. Da er dabei jeweils die Punkteränge erreichte, belegte er mit 26 Punkten am Ende Rang 135 der Gesamtwertung.

## Erfolge

### Continental-Cup-Platzierungen
| Saison  | Platz | Punkte |
| ------- | ----- | ------ |
| 2000/01 | 127.  | 54     |
| 2001/02 | 160.  | 39     |
| 2002/03 | 135.  | 26     |